# Chip Pickering

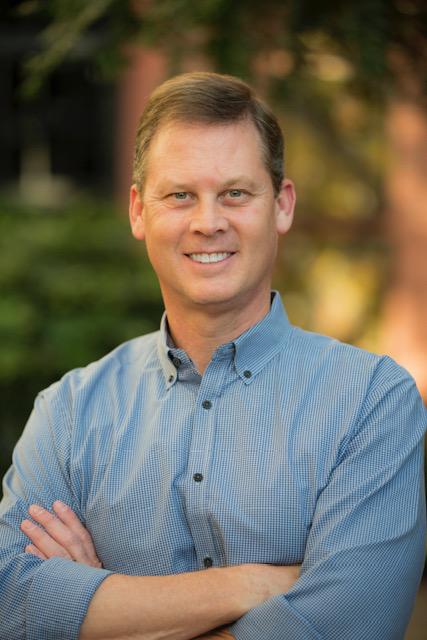
Chip Pickering (2016)

Charles Willis „Chip“ Pickering Jr. (* 10. August 1963 in Laurel, Jones County, Mississippi) ist ein US-amerikanischer Politiker (Republikanische Partei). Zwischen 1997 und 2009 vertrat er den dritten Wahlbezirk des Bundesstaates Mississippi im US-Repräsentantenhaus.

## Werdegang
Charles Pickering absolvierte die R.H. Watkins High School in seinem Geburtsort Laurel und studierte bis 1986 an der University of Mississippi. Danach besuchte er bis 1989 die Baylor University in Waco (Texas). Danach war er für kurze Zeit für die Baptisten missionarisch in Ungarn tätig. 1989 wurde er von Präsident George Bush als Beauftragter des Landwirtschaftsministeriums in die ehemaligen Ostblockstaaten geschickt, um dort beim Aufbau der Landwirtschaft zu helfen. Dieses Amt übte er bis 1990 aus. Danach arbeitete er zwischen 1992 und 1996 im Stab von US-Senator Trent Lott.
1996 wurde Pickering im dritten Distrikt von Mississippi in das US-Repräsentantenhaus in Washington gewählt. Dort löste er am 3. Januar 1997 den Demokraten Sonny Montgomery ab. Nach mehreren Wiederwahlen konnte Pickering sein Mandat im Kongress bis zum 3. Januar 2009 ausüben. Er war Mitglied im Energie- und Handelsausschuss sowie in drei Unterausschüssen. Pickering galt als eher konservativer Abgeordneter. Im Jahr 2008 verzichtete er auf eine erneute Kandidatur. 2007 wurde sein Name mit einer möglichen Bewerbung für den US-Senat in Verbindung gebracht. Pickering hat diesen Gerüchten aber widersprochen und sein Desinteresse an einer solchen Kandidatur signalisiert.
Chip Pickering ist mit Leisha Jane Pickering verheiratet, die allerdings die Scheidung beantragt hat. Das Paar hat fünf Kinder. Pickering lebt zurzeit in New Hebron (Mississippi).